# Голованов, Иван Фёдорович

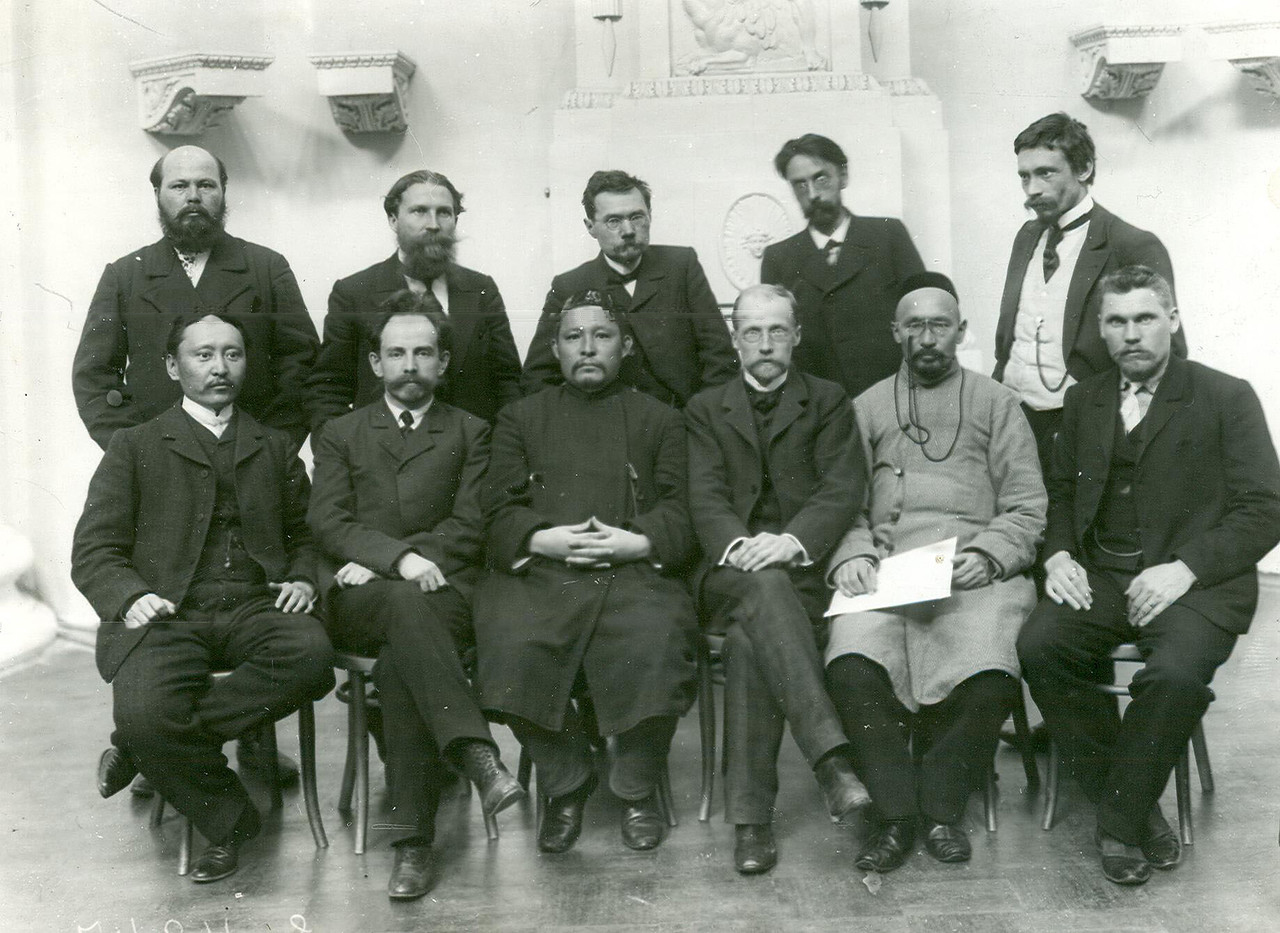
Депутаты 2-й Думы от Сибири и Степного края, И. Ф. Голованов, стоит 2-й слева.

Иван Фёдорович Голованов (20 марта 1876 — январь 1934) — агроном, депутат Государственной думы II созыва от Тургайской области.

## Биография
Из крестьян села Быково Быковской волости Царевского уезда Астраханской губернии. Окончил Мариинское земледельческое училище. Служил заведующим сельскохозяйственных машин и орудий переселенческого управления с жалованьем 1200 рублей в год. Был подвергнут административным преследованиям по политическим мотивам. Состоял в РСДРП. В 1905 году руководил большевистской ячейкой в Кустанае.
14 февраля 1907 избран во Государственную думу II созыва от городского и оседлого населения Тургайской области, не принадлежащего к числу инородцев. Вошёл в Социал-демократическую фракцию, примыкал к её меньшевистскому крылу. Состоял в распорядительной и аграрной комиссиях. В марте 1907 года вошёл в Сибирскую парламентскую группу.
После роспуска Думы арестован. Проходил по делу думской Социал-демократической фракции и 1 декабря 1907 по обвинению в принадлежности к «противоправительственной партии» приговорён к 4 годам каторги. С 16 февраля 1910 содержался в Акатуйской каторжной тюрьме Нерчинской каторги. В 1911—1912 в ссылке на поселении в Посольской волости Селенгинского уезда Забайкальской области. В 1912—1916 годах жил под надзором полиции в Чите. В 1916 году прибыл на Камчатку. С 19 сентября 1916 года по 1 сентября 1922 года работал заведующим сельскохозяйственной фермой в окрестностях Петропавловска.
На Камчатке в марте 1917 года стал членом Областного комитета общественной безопасности, в апреле избран заместителем его председателя А. А. Пурина. На Первом Камчатском съезде избран заместителем областного комиссара К. П. Лаврова, позднее в октябре 1917 года — камчатский областной комиссар. После митинга Областного совета 1 января 1918 был вынужден сложить с себя полномочия. 12 мая 1920 года был избран казначеем распорядительного комитета Общества изучения Камчатской области. В ноябре 1922 года — председатель Петропавловского городского ревкома. 12 января 1923 года постановлением № 5 Камчатского губревкома был создан финансовый отдел, его руководителем назначен Голованов.
В 1933 году жил в Петропавловске, но место работы его указано не было, из чего можно заключить, что к этому времени был безработным. 16 апреля 1933 года арестован. Привлечён к делу о так называемой «Автономной Камчатке». 1 января 1934 года приговорён тройкой при ПП ОГПУ ДВК по обвинению по статьям 58-2, 59-6, 58-8, 58-11 УК РСФСР к расстрелу и конфискации имущества. Расстрелян в январе 1934 года.
27 апреля 1957 года определением Военного трибунала ДВО реабилитирован.